# Coppia solitaria

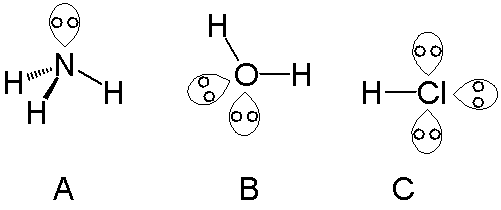
Orbitali contenenti coppie solitarie nelle molecole di ammoniaca (A), acqua (B) e acido cloridrico (C).

Una coppia solitaria (o doppietto elettronico non condiviso, in inglese lone pair) è un doppietto elettronico appaiato presente nel guscio di valenza su un singolo atomo; la IUPAC suggerisce come più appropriato l'utilizzo del termine "coppia di elettroni non leganti". Vengono indicati utilizzando due punti posti accanto, ma solitamente si utilizza anche una lineetta. 
A titolo di esempio, l'atomo di azoto possiede una coppia solitaria nella molecola di ammoniaca (NH3), quella di ossigeno ne ha due nella molecola di acqua (H2O), e quello del cloro ne possiede tre nella molecola di acido cloridrico (HCl). 
Le coppie solitarie possono essere utilizzate nei legami di coordinazione, come ad esempio nel caso della formazione dello ione ossonio H3O+ in cui l'atomo di ossigeno fornisce uno dei suoi due doppietti per formare il legame con lo ione H+ che non possiede elettroni da potere utilizzare.
Tali coppie, a causa delle repulsioni elettroniche, influenzano la geometria delle molecole: ciò spiega la differenza tra gli angoli di legame reali rispetto a quelli teorici e la differenza tra gli angoli di legame di molecole diverse quali l'ammoniaca e l'acqua; inoltre, possedendo l'ossigeno un doppietto in più rispetto all'azoto, si spiega anche la maggiore repulsione e quindi il minor angolo di legame presente nell'acqua (104,5° contro 107,8°). Questo genere di considerazioni sono state sviluppate dalla teoria VSEPR.
Da rimarcare che la presenza di un doppietto solitario è legata anche ai concetti di "base di Lewis" e di "nucleofilo".